# Banana Kong
Banana Kong ist ein Videospiel im Genre des Endless-Runners, entwickelt von FDG Entertainment für Android und iOS. Es wurde am 24. Januar 2013 veröffentlicht. Der Spieler steuert einen Gorilla, der vor einer endlosen Welle von Bananenschalen flüchtet.

## Gameplay
In Banana Kong steuert der Spieler einen Gorilla, der vor einer Welle von Bananenschalen flieht. Die Steuerung erfolgt durch Berühren des Bildschirms, um Sprünge auszuführen. Das Sammeln von Bananen lädt eine Energieleiste auf. Ist diese voll, kann der Charakter durch Wischen nach rechts beschleunigen, um weiter von der Welle wegzukommen und Hindernisse zu zerstören. Die Hauptspielumgebung sind Dschungel, aber der Spieler kann auch in andere Bereiche gelangen, wie Höhlen, Ozean, Strand und Baumwipfel. Jeder Bereich bietet ein Tier als Helfer: Tukan, Wildschwein, Schildkröte, Schlange und Giraffe.
Das Ziel des Spiels ist es, so weit wie möglich zu kommen, während alle Hindernisse vermieden werden. Wird der Spieler von der Welle eingeholt oder stößt auf ein Hindernis, endet der aktuelle Lauf. Je länger das Spiel dauert, desto schneller wird es, was den Schwierigkeitsgrad erhöht. Nach jedem Lauf kann der Spieler gesammelte Bananen verwenden, um Upgrades zu kaufen, die längeres Laufen ermöglichen und die nächste Welle verzögern. Das Spiel bietet auch Missionen, die in einem oder mehreren Läufen abgeschlossen werden können.

## Bewertungen
Im Google Play Store wurde die App über 100 Millionen Mal heruntergeladen und hat eine durchschnittliche Bewertung von 4,5 von 5 Sternen.
Nadia Oxford von Gamezebo lobte das Spiel als „äußerst fesselnd, sofort zugänglich und jedes Mal spannend, wenn man es startet“ und vergab eine Bewertung von 80 von 100. Justin Davis von IGN war kritischer und hob die „süße“ Präsentation und die „einfache Steuerung“ hervor, befand das Spiel jedoch im Vergleich zu anderen Endless-Runnern als „nichts Besonderes“. Er gab dem Spiel 6 von 10 Punkten.

## Fortsetzung
Die Fortsetzung Banana Kong 2 wurde am 12. Juli 2022 für Android und iOS veröffentlicht. Sie bietet neue Karten, tierische Charaktere, Events und verbesserte Grafiken.